# 朝日郎
朝日 郎（あさけ の いらつこ、生年不詳 - 雄略天皇18年（474年）8月）は、『日本書紀』に登場する豪族。伊勢国に勢力を持っていた豪族とされる。

## 概要
雄略天皇は474年8月10日、物部菟代宿禰と物部連目を遣わし伊勢朝日郎を討たせた。
朝日郎はそれらの官軍を伊賀の青墓で迎えて戦った。
朝日郎は弓の名手だった。相手に向かって「朝日郎の相手をするのは誰だ」と言い放った。朝日郎の打つ矢は二重に着込んだ鎧すら貫いたので官軍はひるんだ。菟代宿禰は進撃することができず一晩対峙した。明けて翌日、物部目連が自ら大刀を取り、筑紫の物部大斧手に楯を持たせ、大声をあげて突き進んだ。遠目で見ていた朝日郎は矢を放ち、大斧手の盾と二重の鎧を貫き、さらに体にも負傷させたが、大斧手は楯で死ぬことはなく、ついに物部連目は朝日郎を捕らえ斬り殺した。
一方の菟代宿禰は自分が倒せなかったことを恥じて七日間も命に背いた。天皇は侍臣に「菟代宿禰はなぜ命に背いているのか」と問うと、讃岐の田虫別が申し出て「菟代宿禰は一晩二日間も怯えていて朝日郎を捕えることが出来なかったのです。そのため物部目連が筑紫の聞の物部大斧手を連れ、朝日郎を捕えて斬ったのです」と告白した。天皇はこれを聞いて怒り、菟代宿禰が持っていた猪名部（工匠の部民、あるいは郡）を取り上げて物部目連に賜った。